# Румяново
Румяново — деревня в Клинском районе Московской области, в составе Городского поселения Высоковск. Население — 11 чел. (2010). До 2006 года Румяново входило в состав Шипулинского сельского округа.
Деревня расположена в центральной части района, в 2 км к северу от окраины города Высоковск, на правом берегу реки Железовка, высота центра над уровнем моря 173 м. Ближайшие населённые пункты — Горки на противоположном берегу реки и Масюгино на юго-востоке.

## Население
| 2002 | 2006 | 2010 |
| ---- | ---- | ---- |
| 16   | ↘12  | ↘11  |